# ФІФА 100
Список ФІФА 100 — був представлений ФІФА 4 березня 2004 року у Лондоні на церемонії, присвяченій 100-річчю головної футбольної організації. Список складений великим бразильським футболістом Пеле, в який він включив 125 відомих гравців, що жили на той момент. Число 100 у назві означає 100-річчя ФІФА, Пеле було складно вибрати лише 100 осіб. Зі 125 гравців: 2 жінки і 75 тих, хто на момент 2004 завершив кар'єру футболіста.
На адресу ФІФА лунало багато критики з приводу цього документу, багато хто[хто?] говорив, що список складений самою ФІФА, а не Пеле, що в ньому багато сучасних футболістів, внесок яких ще не настільки великий. Широка географія списку також говорить на користь того, що він є скоріше PR-акцією, ніж реальним списком «живих легенд». Критика лунала навіть від друзів Пеле, півзахисник збірної Бразилії Жерсон намагався знайти першоджерело списку, але безуспішно. Марко ван Бастен і Уве Зеелер відмовилися від участі в даному заході (не фотографувалися для буклету).

## Європа
Включаючи СРСР і Туреччину
- Тьєррі Анрі —  Франція
- Роберто Баджо —  Італія
- Міхаель Баллак —  Німеччина
- Франко Барезі —  Італія
- Франц Бекенбауер —  Німеччина
- Девід Бекхем —  Англія
- Емре Белезоглу —  Туреччина
- Гордон Бенкс —  Англія
- Денніс Бергкамп —  Нідерланди
- Джузеппе Бергомі —  Італія
- Джордж Бест —  Північна Ірландія
- Збігнев Бонек —  Польща
- Джамп'єро Боніперті —  Італія
- Пауль Брайтнер —  Німеччина
- Еміліо Бутрагеньо —  Іспанія
- Джанлуїджі Буффон —  Італія
- Марко ван Бастен —  Нідерланди
- Віллі ван де Керкгоф —  Нідерланди
- Рене ван де Керкгоф —  Нідерланди
- Франкі ван дер Ельст —  Бельгія
- Руд ван Ністельрой —  Нідерланди
- Патрік Вієйра —  Франція
- Крістіан Вієрі —  Італія
- Гулліт Рууд —  Нідерланди
- Едгар Давідс —  Нідерланди
- Кенні Далгліш —  Шотландія
- Рінат Дасаєв —  СРСР
- Алессандро Дель П'єро —  Італія
- Марсель Десаї —  Франція
- Дідьє Дешам —  Франція
- Діно Дзофф —  Італія
- Ейсебіу —  Португалія
- Кларенс Зеєдорф —  Нідерланди
- Уве Зеелер —  Німеччина
- Зінедін Зідан —  Франція
- Кан Олівер —  Німеччина
- Ерік Кантона —  Франція
- Кевін Кіган —  Англія
- Рой Кін —  Ірландія
- Юрген Клінсманн —  Німеччина
- Патрік Клюйверт —  Нідерланди
- Раймон Копа —  Франція
- Руй Кошта —  Португалія
- Йоган Кройф —  Нідерланди
- Ян Кулеманс —  Бельгія
- Браян Лаудруп —  Данія
- Мікаель Лаудруп —  Данія
- Гарі Лінекер —  Англія
- Луїс Енріке —  Іспанія
- Зепп Маєр —  Німеччина
- Паоло Мальдіні —  Італія
- Йозеф Масопуст —  Чехія
- Лотар Маттеус —  Німеччина
- Герд Мюллер —  Німеччина
- Павел Недвед —  Чехія
- Йоган Нескенс —  Нідерланди
- Алессандро Неста —  Італія
- Майкл Овен —  Англія
- Жан-П'єр Папен —  Франція
- Робер Пірес —  Франція
- Мішель Платіні —  Франція
- Ференц Пушкаш —  Угорщина
- Жан-Марі Пфафф —  Бельгія
- Франк Райкард —  Нідерланди
- Рюштю Речбер —  Туреччина
- Рауль Гонсалес —  Іспанія
- Роб Ренсенбрінк —  Нідерланди
- Джанні Рівера —  Італія
- Паоло Россі —  Італія
- Карл-Гайнц Румменігге —  Німеччина
- Франческо Тотті —  Італія
- Давід Трезеге —  Франція
- Маріус Трезор —  Франція
- Ліліан Тюрам —  Франція
- Христо Стоїчков —  Болгарія
- Джачінто Факкетті —  Італія
- Луїш Фігу —  Португалія
- Жюст Фонтен —  Франція
- Георге Хаджі —  Румунія
- Боббі Чарльтон —  Англія
- Андрій Шевченко —  Україна
- Алан Ширер —  Англія
- Петер Шмейхель —  Данія
- Давор Шукер —  Хорватія

## Америка
- Габріель Батістута —  Аргентина
- Карлос Вальдеррама —  Колумбія
- Хуан Себастьян Верон —  Аргентина
- Хав'єр Санетті —  Аргентина
- Альфредо Ді Стефано —  Аргентина
- Мішель Екерс —  США
- Леовежильдо Жуніор —  Бразилія
- Зіку —  Бразилія
- Карлос Алберто Торрес —  Бразилія
- Роберто Карлос —  Бразилія
- Кафу —  Бразилія
- Маріо Кемпес —  Аргентина
- Ернан Креспо —  Аргентина
- Теофіло Кубільяс —  Перу
- Дієго Марадона —  Аргентина
- Даніель Пассарелла —  Аргентина
- Пеле —  Бразилія
- Рівалду —  Бразилія
- Роберто Рівеліно —  Бразилія
- Ромаріо —  Бразилія
- Ромеріто —  Парагвай
- Роналдінью —  Бразилія
- Роналду —  Бразилія
- Хав'єр Савіола —  Аргентина
- Іван Саморано —  Чилі
- Джалма Сантос —  Бразилія
- Нілтон Сантос —  Бразилія
- Уго Санчес —  Мексика
- Омар Сіворі —  Аргентина
- Сократес —  Бразилія
- Фалькао —  Бразилія
- Еліас Фігероа —  Чилі
- Енцо Франческолі —  Уругвай

## Азія
- Хідетосі Наката —  Японія
- Хон Мьон Бо —  Південна Корея

## Африка
- Джордж Веа —  Ліберія
- Ель-Хаджі Діуф —  Сенегал
- Роже Мілла —  Камерун
- Джей-Джей Окоча —  Нігерія
- Абеді Пеле —  Гана